# Miconia littlei
Miconia littlei är en tvåhjärtbladig växtart som beskrevs av John Julius Wurdack. Miconia littlei ingår i släktet Miconia och familjen Melastomataceae. IUCN kategoriserar arten globalt som akut hotad.
Artens utbredningsområde är Ecuador. Inga underarter finns listade i Catalogue of Life.